# 1642 az irodalomban

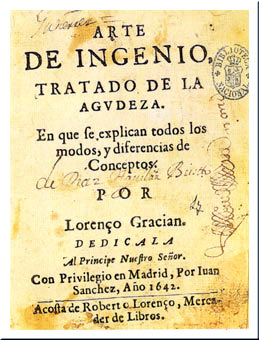
Baltasar Gracián tanulmányának címlapja

Az 1642. év az irodalomban.

## Események
- Angliában a polgárháború kezdetén bezáratják a színházakat.
- Corneille Pompeius halála (La Mort de Pompée) című tragédiájának bemutatója Párizsban.

## Publikációk
- Elkezdődik La Calprenède francia író tízkötetes történelmi regénye, a Cassandre (Kasszandra) kiadása (1642–1647 ?).
- Baltasar Gracián esztétikai tanulmánya: Arte de ingenio, tratado de la agudeza (A találékonyság művészete, traktátus az éleselméjűségről).[1]

## Születések
- április 30. – Christian Weise német költő, író, drámaíró, pedagógus († 1708)
- szeptember 1. – Bethlen Miklós erdélyi államférfi, író; a főnemesi politikus-irodalom képviselője († 1716)
- ? – Ihara Szaikaku japán költő és prózaíró, a „lebegő világ” irodalmának (ukijo-zósi) megteremtője († 1693)